# Судогда
Судогда (рус. Судогда) град је у Русији у Владимирској области.

## Становништво
| 1939. | 1959. | 1970.  | 1979.  | 1989.  | 2002.  | 2010.  |
| ----- | ----- | ------ | ------ | ------ | ------ | ------ |
| 6.200 | 7.490 | 10.535 | 12.384 | 14.191 | 13.328 | 19.482 |